# كوسكي فوجيشيما
كوسكي فوجيشيما (藤島康介 فوجيشيما كوسكي) هو مانغاكا ياباني ولد في 7 يوليو 1964 في طوكيو.

## أعماله

### سلسلات مانغا
- أنت رهن الإعتقال
- آه ميغامي-ساما
- سترايكر ذا شاينينغ ستار
- بارادايس ريزدنس
- توبّو جي بي

### تصاميم شخصيات
- سلسلة ألعاب ساكورا تايسن
- سلسلة ألعاب تيلز
  - تيلز أوف فانتازيا
  - تيلز أوف سيمفونيا
  - تيلز أوف ذي أبيس
  - تيلز أوف سيمفونيا: دون أوف ذا نيو وورلد
  - تيلز أوف فيسبيريا
  - تيلز أوف إكسيليا
  - تيلز أوف إكسيليا 2
  - تيلز أوف زيستيريا
  - تيلز أوف بيرسيريا
- أسطورة التنين المدرع فيلجاست
- إكس درايفر (أيضاً تأليف الفكرة الأصلية)
- بيانو
- دارك روز فالكيري

### أعمال أخرى
- جانجريف (تصميم الميكانيكيات)

## وصلات خارجية
- كوسكي فوجيشيما على موقع IMDb (الإنجليزية)
- كوسكي فوجيشيما على موقع قاعدة بيانات الفيلم (الإنجليزية)
- كوسكي فوجيشيما على موقع ANN person (الإنجليزية)